# Vincetoxicum scandens
Vincetoxicum scandens là một loài thực vật có hoa trong họ La bố ma. Loài này được Sommier & Levier miêu tả khoa học đầu tiên năm 1892.